# Arctolamia fruhstorferi
Arctolamia fruhstorferi là một loài bọ cánh cứng trong họ Cerambycidae.